# Забурунное
Забурунное (разг. Забурунка) — село в Лиманском районе Астраханской области России, в составе упразднённого Бирючекосинского сельсовета. Расположено на берегах ерика Забурунного в 32 км к востоку от районного центра посёлка Лиман.
Население — 109 человек (2011)

## Название
Название села происходит от народного географического термина забурунье – «коса», «береговой вал», «надводные береговые бугры на мелководье», то есть «селение, расположенное вблизи моря, на забурунье».

## История
Дата основания не установлена. Согласно сведениям, содержащимся в Памятной книжке  Астраханской губернии на 1914 год посёлок Забурунный относился к Яндыко-Мочажному улусу Калмыцкой степи Астраханской губернии, в посёлке имелось 56 дворов, проживало 53 души мужского и 53 женского пола.
В 1920 году посёлок был передан в состав Калмыцкой АО. 28 декабря 1943 года калмыцкое население было депортировано, посёлок был передан Астраханской области.

## Физико-географическая характеристика
Село расположено на востоке Лиманского района, в пределах Прикаспийской низменности, являющейся частью Восточно-Европейской равнины на берегах ерика Забурунного. Рельеф местности равнинный, слабо-волнистый. Для рассматриваемой территории характерен ильменно-бугровой ландшафт, представленный урочищами бэровских бугров и межбугровых понижений. Прилегающая территория заболочена. К востоку от села расположен ильмень Забурунный, к северо-западу - ильмень Манчин, к западу - ильмень Сухота, к югу - ильмень Сайгачий
Расстояние до столицы Астраханской области города Астрахани составляет 130 км, до районного центра посёлка Лиман - 32 км. Ближайший населённый пункт село Бирючья Коса расположено в 8,7 км к востоку от села (по прямой - 2,6 км).
Согласно классификации климатов Кёппена-Гейгера тип климата - семиаридный (индекс BSk). Почвенный покров комплексный: на буграх Бэра распространены бурые полупустынные почвы, в межбугровых понижениях ильменно-болотные и ильменно-луговые почвы.
В селе, как и на всей территории Астраханской области, действует московское время.

## Население
| 1914 | 1916 |
| ---- | ---- |
| 106  | 115  |

| 2002 | 2009 | 2010 | 2011 |
| ---- | ---- | ---- | ---- |
| 55   | ↗114 | ↘109 | →109 |

## Социальная инфраструктура
Действует сельский клуб. 
Медицинское обслуживание жителей обеспечивает фельдшерско-акушерский пункт, а также расположенная в селе Бирючья Коса врачебная амбулатория - Филиал Лиманской центральной больницы. Среднее образование жители села получают в Бирючекосинcкой средней общеобразовательной школе.
Село электрифицировано и газифицировано.
Водоснабжение села осуществляется централизованно, водозабор организован из ильменя Забурунного.